# Monzogranito
Los monzogranitos son rocas ígneas graníticas de biotita que se consideran el producto del fraccionamiento final del magma. 

## Características
Los monzogranitos son característicamente félsicos (SiO2 mayor a 73% y FeO + MgO + TiO2 menor a 2.4), débilmente peraluminosos (Al2O3 / (CaO + Na2O + K2O) = 0.98-1.11), y contienen ilmenita, titanita, apatita y zircón como minerales accesorios. Aunque el rango composicional de los monzogranitos es pequeño, define una tendencia de diferenciación que está esencialmente controlada por fraccionamiento de biotita y plagioclasa. Los monzogranitos se pueden dividir en dos grupos (monzogranitos magnesiopotásicos y monzogranitos ferropotásicos) y se clasifican en tipos de roca en función de sus características macroscópicas, características de la masa fundida, características específicas, datos isotópicos disponibles y la localidad en la que se encuentran.
Existen ocurrencias de monzogranitos en sitios del cratón de Pilbara (Australia, altamente fraccionados), del norte cercano de Quebec (moderadamente fraccionados), el norte de Portugal (donde presentan una textura pórfida), el este de Egipto y en el Macizo Ibérico.